# Vegyes snowboard cross a 2022. évi téli olimpiai játékokon
A 2022. évi téli olimpiai játékokon a snowboard vegyes snowboard cross versenyszámát február 12-én rendezték. Ez a versenyszám először szerepelt a téli olimpiai játékok programjában. Az aranyérmet az amerikai Nick Baumgartner és Lindsey Jacobellis nyerte. A versenyszámban nem vett részt magyar csapat.

## Naptár
Az időpontok helyi idő szerint (UTC+8), zárójelben magyar idő szerint (UTC+1) olvashatóak.
| Forduló      | Időpont      |
| ------------ | ------------ |
| Negyeddöntők | 10:00 (3:00) |
| Elődöntők    | 10:30 (3:30) |
| Döntők       | 10:50 (3:50) |

## Eredmények
Egy csapat egy férfi és egy női versenyzőből állt. Minden futam két körből állt. Az 1. körben a férfi versenyzők teljesítették a pályát. A női versenyzők az 1. kör eredményeinek megfelelő időkülönbséggel rajtoltak a 2. körben. A 2. kör végén a női versenyzők célba érkezéseinek sorrendje volt a futam végeredménye.
- Q: továbbjutás időeredmény vagy helyezés alapján

### Negyeddöntők
| Helyezés | K        | Versenyző                                      | Nemzet                                       | Mj            |
| 1. futam | 1. futam | 1. futam                                       | 1. futam                                     | 1. futam      |
| -------- | -------- | ---------------------------------------------- | -------------------------------------------- | ------------- |
| 1.       | 1        | Olaszország (ITA) 1                            | Omar Visintin Michela Moioli                 | Q             |
| 2.       | 8        | Németország (GER) 1                            | Martin Nörl Jana Fischer                     | Q             |
| 3.       | 9        | Franciaország (FRA) 2                          | Loan Bozzolo Julia Pereira de Sousa Mabileau |               |
| 2. futam |          |                                                |                                              |               |
| 1.       | 5        | Egyesült Államok (USA) 1                       | Nick Baumgartner Lindsey Jacobellis          | Q             |
| 2.       | 13       | Svájc (SUI) 1                                  | Kalle Koblet Sophie Hediger                  | Q             |
| –        | 4        | Ausztrália (AUS) 1                             | Cameron Bolton Belle Brockhoff               | nem ért célba |
| –        | 12       | Ausztrália (AUS) 2                             | Adam Lambert Josie Baff                      | nem ért célba |
| 3. futam |          |                                                |                                              |               |
| 1.       | 14       | Az Orosz Olimpiai Bizottság versenyzői (ROC) 1 | Danyiil Donszkih Krisztyina Paul             | Q             |
| 2.       | 6        | Kanada (CAN) 1                                 | Éliot Grondin Meryeta O’Dine                 | Q             |
| 3.       | 11       | Egyesült Államok (USA) 2                       | Jake Vedder Faye Gulini                      |               |
| 4.       | 3        | Franciaország (FRA) 1                          | Merlin Surget Chloé Trespeuch                |               |
| 4. futam |          |                                                |                                              |               |
| 1.       | 15       | Nagy-Britannia (GBR) 1                         | Huw Nightingale Charlotte Bankes             | Q             |
| 2.       | 10       | Olaszország (ITA) 2                            | Lorenzo Sommariva Caterina Carpano           | Q             |
| 3.       | 7        | Kanada (CAN) 2                                 | Liam Moffatt Tess Critchlow                  |               |
| 4.       | 2        | Ausztria (AUT) 1                               | Alessandro Hämmerle Pia Zerkhold             |               |

### Elődöntők
| Helyezés | K        | Versenyző                                      | Nemzet                              | Mj       |
| 1. futam | 1. futam | 1. futam                                       | 1. futam                            | 1. futam |
| -------- | -------- | ---------------------------------------------- | ----------------------------------- | -------- |
| 1.       | 1        | Olaszország (ITA) 1                            | Omar Visintin Michela Moioli        | Q        |
| 2.       | 5        | Egyesült Államok (USA) 1                       | Nick Baumgartner Lindsey Jacobellis | Q        |
| 3.       | 8        | Németország (GER) 1                            | Martin Nörl Jana Fischer            |          |
| 4.       | 13       | Svájc (SUI) 1                                  | Kalle Koblet Sophie Hediger         |          |
| 2. futam |          |                                                |                                     |          |
| 1.       | 10       | Olaszország (ITA) 2                            | Lorenzo Sommariva Caterina Carpano  | Q        |
| 2.       | 6        | Kanada (CAN) 1                                 | Éliot Grondin Meryeta O’Dine        | Q        |
| 3.       | 15       | Nagy-Britannia (GBR) 1                         | Huw Nightingale Charlotte Bankes    |          |
| 4.       | 14       | Az Orosz Olimpiai Bizottság versenyzői (ROC) 1 | Danyiil Donszkih Krisztyina Paul    |          |

### Döntők
Kisdöntő
| Helyezés | K  | Versenyző                                      | Nemzet                           | Mj |
| -------- | -- | ---------------------------------------------- | -------------------------------- | -- |
| 5.       | 8  | Németország (GER) 1                            | Martin Nörl Jana Fischer         |    |
| 6.       | 15 | Nagy-Britannia (GBR) 1                         | Huw Nightingale Charlotte Bankes |    |
| 7.       | 13 | Svájc (SUI) 1                                  | Kalle Koblet Sophie Hediger      |    |
| 8.       | 14 | Az Orosz Olimpiai Bizottság versenyzői (ROC) 1 | Danyiil Donszkih Krisztyina Paul |    |

Döntő
| Helyezés | K  | Versenyző                | Nemzet                              | Mj |
| -------- | -- | ------------------------ | ----------------------------------- | -- |
| Arany    | 5  | Egyesült Államok (USA) 1 | Nick Baumgartner Lindsey Jacobellis |    |
| Ezüst    | 1  | Olaszország (ITA) 1      | Omar Visintin Michela Moioli        |    |
| Bronz    | 6  | Kanada (CAN) 1           | Éliot Grondin Meryeta O’Dine        |    |
| 4.       | 10 | Olaszország (ITA) 2      | Lorenzo Sommariva Caterina Carpano  |    |